# Памятник Шуре Коберу и Вите Хоменко
Памятник Шуре Коберу и Вите Хоменко — памятник пионерам-героям А. П. Коберу и В. К. Хоменко, участникам в годы Великой Отечественной войны антифашистского подполья «Николаевский центр» в Николаеве.
Монумент был установлен на улице Адмирала Макарова в Пионерском сквере города 5 ноября 1959 года. Он был сооружен на средства, полученные за собранный школьниками Украинской ССР металлолом. Авторы памятника — скульпторы А. В. Князик и Т. Г. Судьина, архитектор Ю. Б. Тягно (сын кинорежиссёра Б. Ф. Тягно).
На постаменте, облицованном гранитными плитами, стоят две бронзовые фигуры мальчиков. Друзья изображены идущими к линии фронта. На лицевой стороне постамента высечена надпись: «Пионерам-героям юным разведчикам Шуре Коберу и Вите Хоменко, которые погибли в борьбе с фашистскими захватчиками 5 декабря 1942 года. От пионеров Украины». На тыльной стороне написано: «Вечная слава героям, павшим в боях за честь и независимость нашей Родины».
Мемориальный памятник пионерам выполнен также на кладбище города Николаева, где похоронены герои — у центрального входа справа. На гранитной плите надпись: «Вічна пам’ять юним розвідникам КОБЕРУ Олександру Павловичу ХОМЕНКО Віктору Кириловичу які загинули в боротьбі з фашистськими загарбниками 5 грудня 1942 року».
До распада СССР возле памятника проводились различные торжественные мероприятия, в том числе приём в пионеры. В настоящее время жители Николаева помнят подвиг юных героев и возлагают к памятнику цветы.